# Piscinas Serpentes
I Piscinas Serpentes sono una struttura geologica della superficie di Marte.